# Tíseň
Tíseň je v právním pojetí  přechodný stav s omezenými možnostmi rozhodování, který je obvykle vyvolán nepříznivými okolnostmi. Tíseň může být finanční, osobní, rodinná, sociální. Vyznačuje se stavem, do kterého se člověk dostane a nemůže z něj vystoupit bez cizí pomoci. Samozřejmě záleží na okolnostech vzniku tísně. Právní pojetí tísně se liší od výkladu nouze, především v tom, že nouze bývá v právním smyslu považována za bezvýchodnou situaci. Tíseň je zmiňována v několika právních dokumentech, které se zastávají člověka, aby nebyl zneužit či podveden.

## Občanský zákoník
V občanském právu je tíseň jedna z okolností, která vylučuje svobodu vůle a proto má podobu neúměrného krácení vůči osobě v tísni. Nový občanský zákoník označuje toto jednání za nepoměrné obohacování. To znamená, že smlouva je neplatná uzavírá-li se s někým, kdo je viditelně v tísni, nezkušený nebo v rozumové slabosti. Smlouva, která byla uzavřena za těchto podmínek není platná.
Ve starém občanském zákoníku se tíseň nijak nedefinovala. S společné znaky se daly najít v § 49, který vyjasňoval skutečnosti při kterých se stává smlouva sepsaná v tísni, za předpokladu neúměrného krácení druhé osoby, neplatná.

## Trestní zákoník
Ten, kdo zneužívá tísně druhé osoby nebo skupiny lidí k vlastnímu zisku, porušuje tím zákon. V trestním právu se tíseň projevuje v trestných činech jako:
- § 329 – lichva
- § 218 – zneužití pravomoci
- § 177 – útisk
- § 168 – obchodování s lidmi
- § 164 – neoprávněné odebírání tkání a orgánů
- § 159 – trestné činy proti těhotenství ženy

Toto jsou trestné činy, kdy pachatel zneužívá tísnivé situace oběti. Kdo zneužívá lidské tísně, páchá trestnou činnost, nadto se dle trestního práva jedná i o přitěžující okolnost, která může mít ovlivnit výsledný trest.